# Kardinalska imenovanja pape Siksta IV.
Papa Siksto IV. za vrijeme svoga pontifikata (1471. – 1484.) održao je 8 konzistorija na kojemu je imenovao ukupno 34 kardinala.

## Konzistorij 16. prosinca 1471. (I.)
1. Pietro Riario, O.F.M.Conv., treviški biskup
2. Giuliano della Rovere, nećak Njegove Svetosti[a]

## Konzistorij 7. svibnja 1473. (II.)
1. Philippe de Levis, arlški biskup, Francuska
2. Stefano Nardini, milanski nadbiskup
3. Ausias Despuig, monrealski nadbiskup, Sicilija
4. Pedro González de Mendoza, biskup Siguenze, Španjolska
5. Giacopo Antonio Venier, biskup Cuence, Španjolska
6. Giovanni Battista Cibo, molfetanski biskup[b]
7. Giovanni Arcimboldo, novarski biskup
8. Philibert Hugonet, makonski biskup, Francuska

## Konzistorij 18. prosinca 1476. (III.)
1. Jorge da Costa, lisabonski nadbiskup, Portugal
2. Charles I. de Bourbon, lionski nadbiskup, Francuska
3. Pedro Ferris, tarazonski biskup, Španjolska
4. Giovanni Battista Mellini, urbinski biskup
5. Pierre de Foix, mlađi, biskup Vannesa i Airea, Francuska

## Konzistorij 10. prosinca 1477. (IV.)
1. Cristoforo della Rovere, tarenteski nadbiskup, Francuska
2. Girolamo Basso della Rovere, nećak Njegove Svetosti, rekanatijski biskup
3. Georg Hesler, apostolski protonotar, savjetnik cara Fridrika III.
4. Gabriele Rangone, O.F.M.Obs., egerski nadbiskup
5. Pietro Foscari, primicerius katedrale sv. Marka, Venecija
6. Giovanni d'Aragona, apostolski protonotar
7. Raffaele Sansoni Riario, apostolski protonotar

## Konzistorij 10. veljače 1478. (V.)
1. Domenico della Rovere, apostolski subđakon

## Konzistorij 15. svibnja 1480. (VI.)
1. Paolo Fregoso, đenovski nadbiskup
2. Cosma Orsini, O.S.B., tranijski nadbiskup
3. Ferry de Clugny, turnajski biskup, Francuska
4. Giovanni Battista Savelli, apostolski protonotar
5. Giovanni Colonna, apostolski protonotar

## Konzistorij 15. studenoga 1483. (VII.)
1. Giovanni Conti, nadbiskup Conze
2. Hélie de Bourdeilles, O.F.M.Obs., turski nadbiskup, Francuska
3. Juan Margarit i Pau, geronski biskup, Španjolska
4. Giovanni Giacomo Schiaffinati, biskup Parme
5. Giovanni Battista Orsini, apostolski protonotar

## Konzistorij 17. ožujka 1484. (VIII.)
1. Ascanio Maria Sforza, pavijski biskup